# Peter Klein (Dendrologe)
Peter Klein (geboren 17. Januar 1945) ist ein deutscher Holzwissenschaftler. 

## Leben
Peter Klein machte eine Lehre zum Sägewerker. Er studierte ab 1968 Holzwirtschaft an der Universität Hamburg und wurde im Jahr 1976 promoviert. Von 1978 bis 1981 war er Wissenschaftlicher Mitarbeiter der Gemäldegalerie Berlin, danach arbeitete er wieder als wissenschaftlicher Angestellter an der Universität Hamburg. 2001 wurde er Professor an der Fachhochschule Hildesheim, Holzminden, Göttingen – Hochschule für angewandte Wissenschaft und Kunst und habilitierte 2005 an der Universität Hamburg. Er erhielt dort die Venia legendi für das Fach Holzbiologie und war am Zentrum Holzwirtschaft und am Institut für Holztechnologie und Holzbiologie des Johann Heinrich von Thünen-Instituts tätig.
Neben der Arbeit in der Lehre spezialisierte sich Klein auf die Dendrochronologie. Mit seiner Arbeit konnte er die Arbeit im Rembrandt Research Project unterstützen, um Datierungsfragen zu klären. Seit seiner Emeritierung im Jahr 2010 arbeitet er privatwirtschaftlich als internationaler Experte, 2013 schrieb er einen Beitrag zu einer Ausstellung Jan Brueghel der Ältere  der Bayerischen Staatsgemäldesammlungen. Im Jahr 2018 wurde seine positive Expertise zu zwei barocken Kabinettschränkchen des Tischlers André-Charles Boulle  durch Gegengutachten in Frage gestellt.
In der Vorbereitung einer Hieronymus-Bosch-Ausstellung in Rotterdam 2001 untersuchte Peter Klein die von Bosch und seiner Werkstatt als Maluntergrund benutzten Eichentafeln. In Folge mussten einige bislang Bosch zugeschriebene Werke aus dem Gesamtwerk ausgeschieden werden, so Die Hochzeit zu Kana. Klein versuchte hier den Nachweis zu erbringen, dass die Tafeln aus Holz von Bäumen bestehen, die zum Teil Jahrzehnte nach Boschs Tod gefällt worden sein sollen. Kleins Bewertungen werden allerdings kontrovers diskutiert.

## Schriften (Auswahl)
- mit Dieter Eckstein: Die Dendrochronologie und ihre Anwendung. In: Spektrum der Wissenschaft. 1, 1988, ISSN 0170-2971, S. 56–68.
- Holzbestimmungen und dendrochronologische Untersuchungen an Objekten der Jacobiwerkstatt. In: Michael Doose und andere (Redaktion): Zehn Jahre Restaurierungswerkstatt St. Jacobi.  Freie und Hansestadt Hamburg, Kulturbehörde, Denkmalschutzamt, Stiftung Denkmalpflege Hamburg, 2011, S. 45–51
- Dendrochronologische Untersuchungen, in: Brueghel – Gemälde von Jan Brueghel d. Ä. Bayerische Staatsgemäldesammlungen, München. Ausstellungskatalog. München : Hirmer, 2013, S. 410–417
- Dendrochronologische Untersuchungen der Gemäldetafeln von Jean Fouquet. In: Stephan Kemperdick (Hrsg.) Jean Fouquet – das Diptychon von Melun. Gemäldegalerie der Staatlichen Museen zu Berlin, 2017, Seite 190f.